# جزر حلبي
جزر حلبي (الاسم العلمي: Daucus aleppicus) هو نوع من النباتات يتبع جنس الجزر من الفصيلة الخيمية.

## الموئل والانتشار
موطنه بلاد الشام.